# Биоорганическая химия (журнал)
Журнал «Биоорганическая химия» (Russian Journal of Bioorganic Chemistry) — ведущий российский и международный научный журнал, посвящённый вопросам биоорганической химии.

## Описание
Основан в 1975 году академиком Ю. А. Овчинниковым. По состоянию на 2025 год главным редактором является академик РАН С. Н. Кочетков. В редколлегию входят действительные академики РАН, члены-корреспонденты РАН и другие учёные-химики, в том числе из-за рубежа.
В журнале публикуются статьи по физико-химической биологии и органической химии биологически значимых молекул, включая белки, нуклеиновые кислоты, полисахариды и смешанные биополимеры, а также пептиды, липиды, антибиотики, пептидные и стероидные гормоны и так далее. Публикуемые материалы могут представлять собой обзоры, результаты теоретических и экспериментальных исследований, гипотезы и краткие сообщения (письма редактору).

## Периодичность, объём и язык публикаций
Журнал выходит 6 раз в год: январь — февраль (№ 1), март — апрель (№ 2), май — июнь (№ 3), июль — август (№ 4), сентябрь — октябрь (№ 5), ноябрь — декабрь (№ 6). 
У русской версии журнала фиксированный объём каждого номера (за исключением тематических и специальных номеров). На 2025 г. годовой объём русской версии журнала составляет 600 стр./год (100 стр./номер). Язык публикаций русской версии журнала «Биоорганическая химия» — русский. 
У английской версии журнала нет фиксированного объёма. Авторы могут предоставлять статьи сразу на английском языке (для публикации в английской версии журнала). Язык публикаций английской версии журнала "Russian Journal of Bioorganic Chemistry" — английский. 

## Перевод статей
Рукописи принимаются как на русском, так и на английском языке. Рукописи, принятые к публикации на русском языке, переводятся на английский язык высококвалифицированными переводчиками издательства ТЕЗА по соглашению с издательством Pleiades Publishing, Inc. для английской версии журнала. 

## Включение в международные базы данных
Русская версия включена в перечень ВАК и РИНЦ.
Английская версия журнала индексируется в международных базах данных: Science Citation Index Expanded (SciSearch), Journal Citation Reports/Science Edition, SCOPUS, Chemical Abstracts Service (CAS), Google Scholar, AGRICOLA, Biological Abstracts, BIOSIS, ChemWeb, CNKI, Current Abstracts, EBSCO Academic Search, EBSCO Discovery Service, EBSCO STM Source, EBSCO TOC Premier, EMBiology, Gale, Gale Academic OneFile, Gale InfoTrac, OCLC WorldCat Discovery Service, ProQuest Materials Science & Engineering Database, ProQuest SciTech Premium Collection, ProQuest Technology Collection, ProQuest-ExLibris Primo, ProQuest-ExLibris Summon, Reaction Citation Index, Reaxys, Zoological Record, Science Citation Index (Chemistry Citation Index), Current Contents/LifeSciences, Reaction Citation Index, Biochemistry and Biophysics Citation Index, Science Citation Index Expanded, ISI Alerting Servicies и включена в перечень ВАК и РИНЦ.

## Редакция журнала «Биоорганическая химия»
- Главный редактор — академик Российской академии наук С. Н. Кочетков
- Заместители главного редактора — академик Российской академии наук С. А. Лукьянов и профессор, доктор наук Т. В. Овчинникова
- Ответственный секретарь — канд. хим. наук И. В. Михура
- Заведующий редакцией — Н. И. Короленко
- Верстка журнала – Н. И. Короленко

## Международный редакционный совет, редакционная коллегия и редакторы журнала

### Международный редакционный совет
- Konstantin Mineev (Germany)
- Jin Han (South Korea)
- Chau Van Minh[вьет.] (Vietnam)
- Amelia Pilar Rauter (Portugal)
- Andrei V. Zvyagin (Australia)

- А. А. Богданов (акад. РАН)
- А. Н. Гречкин (акад. РАН)
- М. П. Кирпичников (акад. РАН)
- И. А. Михайлопуло (чл.-корр. НАН Беларуси)
- Н. Ф. Мясоедов (акад. РАН)
- Р. В. Петров (акад. РАН)
- Ш. И. Салихов (акад. президент Уз. АН)
- М. С. Юнусов (акад. РАН)

### Международная редакционная коллегия
- Tibor Hianik  (Dr. Sci. (Phys.), Slovakia)
- Yuri V. Kotelevtsev (PhD, Prof. (Chem.), UK)
- Vladlen Z. Slepak (PhD, Prof. (Chem.), USA)
- Konstantin E. Petrukhin (PhD, Prof. (Chem.), USA)
- Le Thi Hien (PhD, Prof. (Chem.), Vietnam)
- Rao Desirazu Narasimha (PhD, Prof. (Chem.), India)
- Faina Nakonechny (Dr. Sci. (Biol.), Israel)
- Aristidis M. Tsatsakis (Dr. Sci. (Biol.), Greece)

- В. В. Власов (акад. РАН)
- Е. Д. Свердлов (акад. РАН)
- В. А. Стоник (акад. РАН)
- А. Г. Габибов (акад. РАН)
- С. М. Деев (акад. РАН)
- В. М. Липкин (чл.-корр. РАН)
- В. В. Веселовский (докт. хим. наук)
- Н. Л. Еремеев (докт. хим. наук)
- Р. Г. Ефремов (докт. хим. наук)
- А. Р. Хомутов (докт. хим. наук)
- Н. Э. Нифантьев (докт. хим. наук)
- Т. С. Орецкая (докт. хим. наук)
- П. М. Рубцов (докт. биол. наук)
- Л. Д. Румш (докт. хим. наук)
- А. И. Усов (докт. хим. наук)

### Редакторы журнала
- Научный редактор — М. Е. Субботина (канд. биол. наук)
- Литературный редактор — Е. А. Пантелеева

## Издание журнала
Издателем русской версии журнала «Биоорганическая химия» выступает Российская академия наук. В 2024–2025 гг. русская версия журнала «Биоорганическая химия» (Bioorganicheskya Khimiya) выпускается издательством «Наука».
Издателем английской версии журнала "Russian Journal of Bioorganic Chemistry" выступает  Pleiades Publishing, Inc. (до 1993 года — Soviet Journal of Bioorganic Chemistry). 

## Распространение журнала
В 2024–2025 гг. за распространение русской версии журнала «Биоорганическая химия» отвечает издательство «Наука».
Дистрибьютором английской версии журнала "Russian Journal of Bioorganic Chemistry" с 2006 года является издательство Springer.

## Электронная версия
Электронная версия русской версии журнала «Биоорганическая химия» доступна на сайте журнала, на сайте электронной библиотеки eLIBRARY.ru и на сайте ИБХ РАН (раздел "Архив номеров").
Электронная версия английской версии журнала Russian Journal of Bioorganic Chemistry доступна по подписке на сайте дистрибьютора Springer.